# Talitu Lama
Talitu Lama (Talitulama) ist eine osttimoresische Siedlung im Suco Talitu (Verwaltungsamt Laulara, Gemeinde Aileu).

## Geographie
Talitu Lama liegt in der Aldeia Talitu in einer Meereshöhe von 743 m am Nordhang eines Berges. Die kleine Siedlung liegt an einer Straße. Nach Norden führt sie zu den Siedlungen Maulefa (800 m) und  Talitu (838 m) auf dem Gipfel des Berges, von wo Straßen in die Städte Dili und Maubisse führen. Südlich befindet sich das Dorf Casmantutu (449 m).